# Rita Rojas
Rita Fátima Rojas Chávez (ur. 11 czerwca 1998) – meksykańska zapaśniczka startująca w stylu wolnym. Zajęła 22. miejsce na mistrzostwach świata w 2022. Brązowa medalistka igrzysk Ameryki Środkowej i Karaibów w 2018. Druga na mistrzostwach Ameryki Środkowej i Karaibów w 2018. Dziesiąta na mistrzostwach panamerykańskich w 2018. Trzecia na mistrzostwach panamerykańskich juniorów w 2016 roku.